# 그리스의 군사사
그리스의 군사사는 전쟁과 그리스, 발칸반도의 그리스인과 고전 고대부터 지중해와 흑해의 그리스 식민지의 전쟁의 역사이다.

## 군사 접촉의 목록

### 중세기
- 이베리아 전쟁 (526-532년)
  - 다라스의 전투 (530년)
- 반달 전쟁 (533-534년)
  - 아드 데키뭄의 전투 (533년)
  - 트리카마룸의 전투 (533년)
- 고트 전쟁 (535-554년)
  - 타기나이의 전투 (552년)
  - 몬스 락타리우스의 전투 (553년)
- 아랍-비잔티움 전쟁 (629–1050년)
  - 아크로이논의 전투
  - 콘스탄티노폴리스 공방전 (674–678년)
  - 콘스탄티노폴리스 공방전 (717-718년)
  - 랄라카온의 전투
- 로마-페르시아 전쟁 (기원전 92-627년)
  - 니네베의 전투 (627년)
- 비잔티움-불가리아 전쟁 (680-1355년)
  - 안키알루스의 전투 (763년)
  - 클레이디온의 전투 (1014년)
- 콘스탄티노폴리스 공방전 (1204년)
- 펠라고니아의 전투
- 비잔티움-셀주크 전쟁 (1048–1308년)
  - 필로멜리온의 전투
  - 니케아 공방전
  - 히엘리온과 레이모케이르의 전투
  - 트레비존드 공성전 (1205–06년)
  - 메안데르 강의 안티오케이아 전투
- 비잔티움-오스만 전쟁 (1265–1453년)
  - 콘스탄티노플 공성전 (1422년)
  - 콘스탄티노폴리스의 함락 (1453년)

### 오스만 그리스
- 레판토 해전 (1571년)
- 에피루스 농민 반란 (1600년), (1611년)
- 모레아 전쟁 (1684–1699년)
- 오를로프 반란 (1770년)
- 마니의 오스만 침공 (1770년)
- 카스타니아 공방전 (1770년)
- 케스마의 전투 (1770년)
- 브로모피가다의 전투 (1770년)
- 스파키아 반란 (1770년)
- 마니의 오스만 침공 (1803년)
- 술리오테스
- 술리오테 전쟁 (1803년)
- 마니의 오스만 침공 (1807년)
- 마니의 오스만 침공 (1815년)

### 19세기
- 그리스 독립 전쟁 (1821–1829년)
  - 트리폴릿사 공방전
  - 그라비아 여관의 전투
  - 데르베나키아의 전투
  - 메솔롱기의 제1차 공방전
  - 메솔롱기의 제2차 공방전
  - 바실리카의 전투
  - 마니의 오스만-이집트 침공
- 1854년의 에피루스 반란
- 크레타 반란 (1866–69년)
- 1878년의 에피루스 반란
  - 무자키의 전투
- 그리스-터키 전쟁 (1897년)

### 20세기
- 제1차 발칸 전쟁 (1912–1913년)
  - 사란타포로의 전투
  - 야니체의 전투
  - 펜테 비가디아의 전투
  - 1912년의 히마라 반란
  - 엘리의 전투
  - 코릿사의 생포
  - 림노스의 전투 (1913년)
  - 비자니의 전투
- 제2차 발칸 전쟁 (1913년)
- 제1차 세계 대전 (1917–1918년)
  - 발칸 작전
  - 마케도니아 전선
- 우크라이나로의 연합군 원정대
- 그리스-터키 전쟁 (1919–1922년)
  - 퀴타히아-에스키셰히르의 전투
- 제2차 세계 대전
  - 그리스-이탈리아 전쟁 (1940–1941년)
  - 그리스 전투 (1941년)
  - 크레타 전투  (1941년)
  - 제1차 엘 알라메인 전투  (1942년)
  - 제2차 엘 알라메인 전투  (1942년)
  - 노르망디 상륙 작전  (1944년)
- 그리스 내전 (1945–1949년)
- 한국 전쟁 (1950–1953년)
- 코소보군

### 21세기
- 아프가니스탄  (2001–현재)
- 2011년 리비아 내전

## 그리스 요새 목록

### 중세기

#### 비잔티움
- 모넴바시아
- 미스트라

#### 프랑크와 십자군
- 팟사바스
- 베아우포르트
- 티가니
- 카스트로 티스 오리아스
- 켈레파

#### 베네치아
- 아르고스 카스트로 라릿사
- 나플리오 팔라미디

### 현대

#### 미국
- NSA 수다 만

#### 그리스
- 메탁사스 선

## 그리스 군사 기관 목록
- 그리스 육군사관 학교
- 그리스 해군사관 학교
- 그리스 공군사관 학교

## 군사 동맹 목록

### 비잔티움
- 고트족
- 바랑기아인
- 불가리아인
- 아르메니아인
- 이탈리아 성방
- 루스인
- 알라니족
- 베네치아 공화국

### 현대
- 러시아 제국
- 영국
- 프랑스
- 발칸 동맹
- 제1차 세계 대전의 연합국
- 제2차 세계 대전의 연합국
- USA
- NATO
- 유엔
- 키프로스
- 유럽 연합

## 같이 보기
- 그리스군
- 그리스 육군의 역사
- 그리스 해군의 역사
- 그리스 공군의 역사
- 그리스를 포함한 전쟁 목록